# Riu de Vilafermosa
El riu de Vilafermosa (en castellà Río Linares o Río Villahermosa) és un riu de la conca mediterrània de la península Ibèrica que neix a l'Aragó, a la serra de Gúdar, prop del poble de Valdelinares, i entra al nord del País Valencià per la comarca de l'Alt Millars, al sud-oest del massís del Penyagolosa, del qual rep gran part de la seua aigua. Desemboca al Millars a la localitat de Vallat.
Passa pels pobles de Vilafermosa –que dona nom al riu al seu pas per terres valencianes–, el Castell de Vilamalefa, Lludient i Argeleta. Durant el seu curt recorregut, es poden trobar moltes espècies d'arbres a la ribera del riu, i també fauna abundant, a causa de la qualitat de la seua aigua. Es creu que encara hi pot haver llúdrigues.